# Programma di fabbricazione
Il programma di fabbricazione è uno strumento regolatore utilizzato in urbanistica e nella pianificazione territoriale. È stato introdotto dalla legge urbanistica nazionale n°1150 del 1942 per assicurare ai comuni meno importanti un minimo livello di disciplina edilizia. Ebbe grandissimo successo grazie alla sua snellezza procedurale.

## Caratteristiche
Il legislatore del 1942 si pose il problema di rendere obbligatorio il piano regolatore generale per tutti i comuni. Il P.R.G. era infatti obbligatorio per i comuni contenuti nella lista del Ministero dei Lavori Pubblici (poi la lista fu affidata alle regioni). Per i Comuni più piccoli si decise di allegare al proprio Regolamento Edilizio un programma di fabbricazione con il fine di ordinare un minimo di pianificazione urbanistica.
- Finalità:
  - ancorare al territorio le norme del regolamento edilizio assicurandogli un riferimento spaziale;
  - assicurare all'abitato un minimo livello di disciplina edilizia;
  - differenziare spazialmente le tipologie edilizie.
- limiti spaziali:  territorio comunale
- cogenza: obbligatorio per i comuni sprovvisti di P.R.G.
- validità: scadenza indeterminata
- contenuti:
  - zonizzazione del territorio comunale
  - definizione dei tipi edilizi

Il programma di fabbricazione non ha il potere di stabilire l'edificabilità dei suoli.

## Elaborati
- 1. Tavola di inquadramento territoriale, scala 1:50000;
- 2. Stralcio di P.T.C., scala 1:25000;
- 3. Descrizione dello stato di fatto (attuale), scala 1:25000;
- 4. Descrizione dello stato di fatto (particolare), scala 1:25000;
  - Vincoli esistenti;
  - Edificazione esistente;
  - Proprietà demaniali;
  - Particolari impianti e infrastrutture.
- 5. Piano di Azzonamento (funzionale ed edilizio), scala 1:5000;
- 6. Tabella dei tipi edilizi;
- 7. Norme tecniche di attuazione;
- 8. Relazione Tecnica illustrativa;
- 9. Tavola delle zone omogenee;
- 10. Tabella di verifica del rispetto degli standards.

## Procedura per l'entrata in vigore
Il consiglio comunale adotta il piano e lo  trasmette direttamente alla Regione. 
La giunta regionale ha quattro possibilità:
- non approva e lo ritrasmette in comune
- apporta modifiche sostanziali, il comune deve ripubblicare;
- apporta modifiche non sostanziali e approva il piano;
- approva il piano.

Il piano entra in vigore con la pubblicazione sul  Bollettino ufficiale regionale il giorno dopo l'approvazione.

## I motivi del suo successo
Per la sua snellezza procedurale, il P.F. divenne assai ambito ed utilizzato dai piccoli Comuni e spesso adottato anche dai Comuni che erano compresi nella lista delle regioni per i quali la L.U.N. non lo prevedeva.
Con la legge ponte n°765 del 1967 si ha una equiparazione fra P.R.G e P.F.: infatti, tutte le volte che è menzionato il P.R.G. viene aggiunto -(oppure P.F.)- portando erroneamente a pensare che siano la stessa cosa. Da questo momento si redigono centinaia di P.F. ma, a partire dagli anni '80, venne progressivamente  bandito dalle legislazioni regionali imponendo così l'obbligatorietà del P.R.G. per tutti i comuni.